# Army Men 3D
Army Men 3D là bản làm lại bằng đồ họa 3D của phiên bản gốc Army Men năm 1998 do hãng The 3DO Company phát triển. Game được phát hành trên hệ máy PlayStation vào năm 1999. Nội dung và tình tiết trong phiên bản này giống hệt như bản gốc, gồm nhiệm vụ, kết thúc và nhân vật như nhau.

## Cốt truyện
Chiến tranh và tình trạng thù địch giữa Green và Tan đã có từ rất lâu rồi mà không ai biết lý do tại sao hoặc nơi tất cả bắt đầu. Tan và Green đã điều chỉnh nền kinh tế của họ không chỉ để đáp ứng nhu cầu của chiến tranh kéo dài, mà còn phát triển mạnh từ nó. Trong những năm qua, chiến tranh đã ổn định đến mức mà tất cả các bên có thể hưởng lợi từ nó với thương vong "chấp nhận được". Nhưng giờ đây mọi thứ đã thay đổi. Thứ vũ khí kỳ lạ không thể giải thích được đã bắt đầu xuất hiện trong các kho vũ khí của Tan. Một vật thể sáng bóng phản chiếu ánh sáng mặt trời và đốt cháy mục tiêu ở những khoảng cách lớn đã xuất hiện.
Bộ chỉ huy quân Green lấy làm lo ngại trước loại vũ khí có sức công phá cực mạnh này. Hơn nữa chúng dường như đã nằm dưới quyền kiểm soát của Tan, và đe dọa cán cân quyền lực. Bộ chỉ huy quân Green biết chắc rằng thứ vũ khí này sẽ tiêu diệt ngay lập tức quốc gia Green. Họ bèn triệu tập anh chàng cựu binh đội trưởng quân Green lão luyện Sarge với phương châm "bắn trước hỏi sau", giao cho anh nhiệm vụ quan trọng là bằng mọi giá phải phá hủy cho bằng được thứ vũ khí hủy diệt đáng sợ của phe Tan.

## Đón nhận
Army Men 3D nhận được điểm trung bình là 67,67% tại GameRankings, dựa trên tổng hợp 10 bài đánh giá. Đây là tựa game bán chạy thứ 9 vào tháng 4 năm 1999.